# Blutbuche

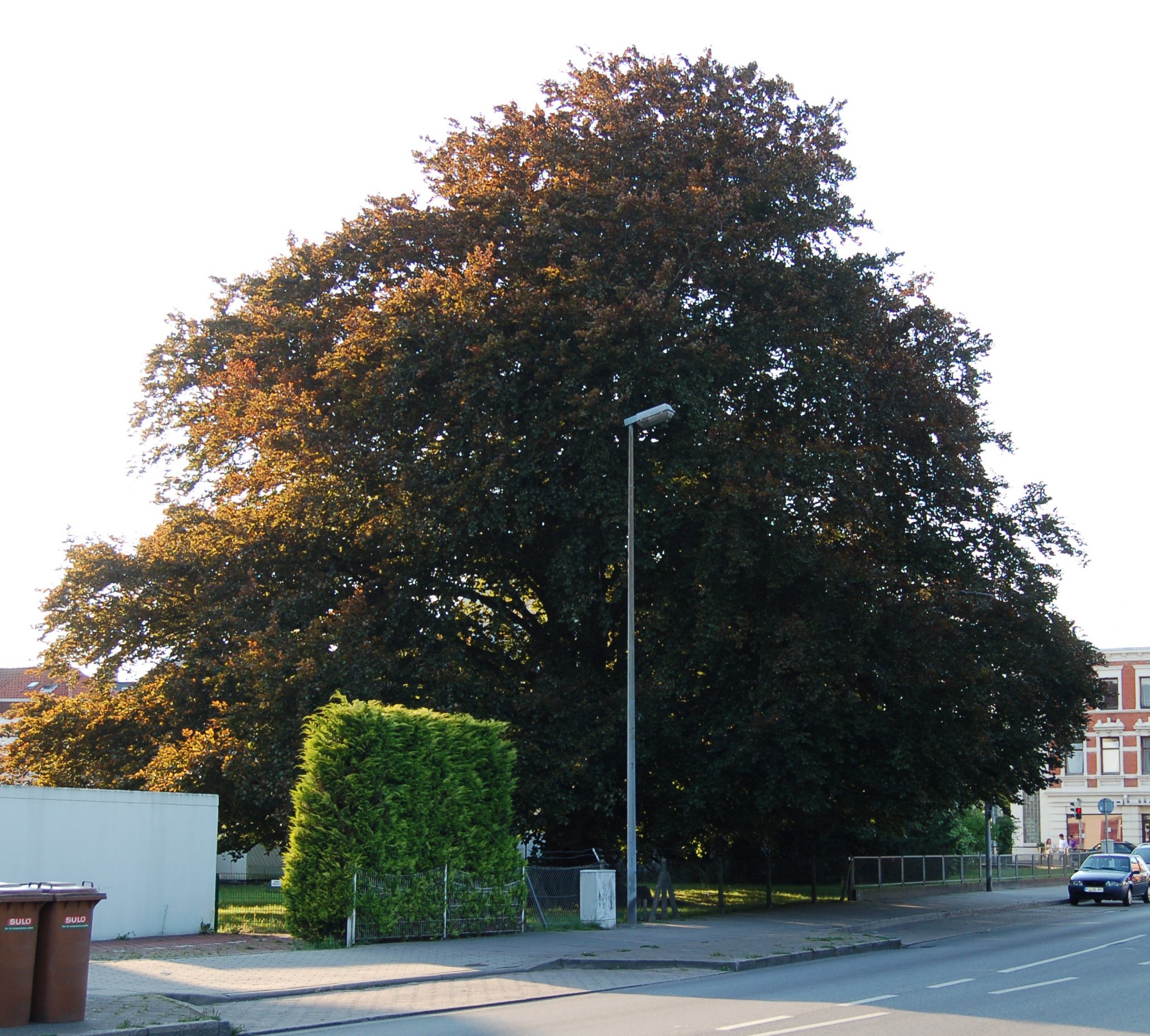
Uetersener Blutbuche

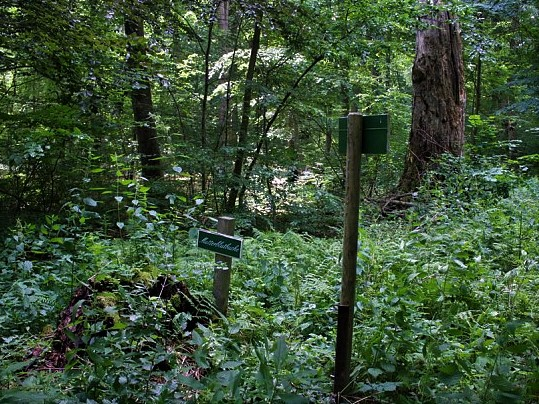
Überrest der Mutterblutbuche (l.) und einer der „11 Schwestern“ (r.) nahe Sondershausen

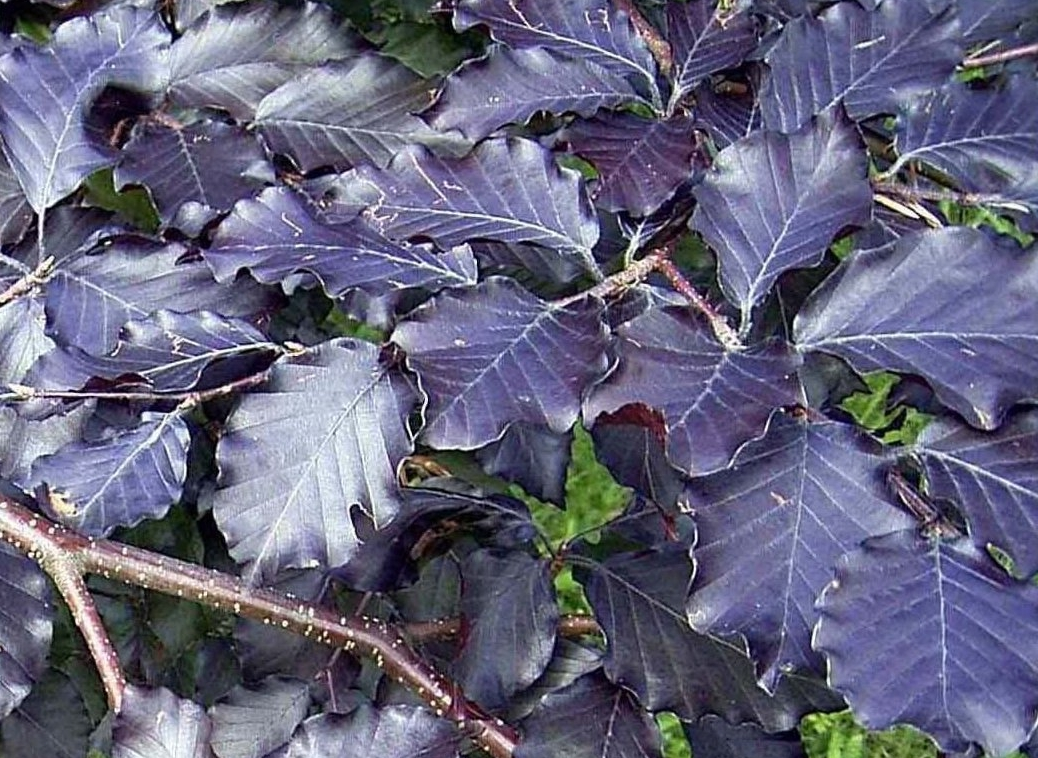
Cv. Purpurea im Juni

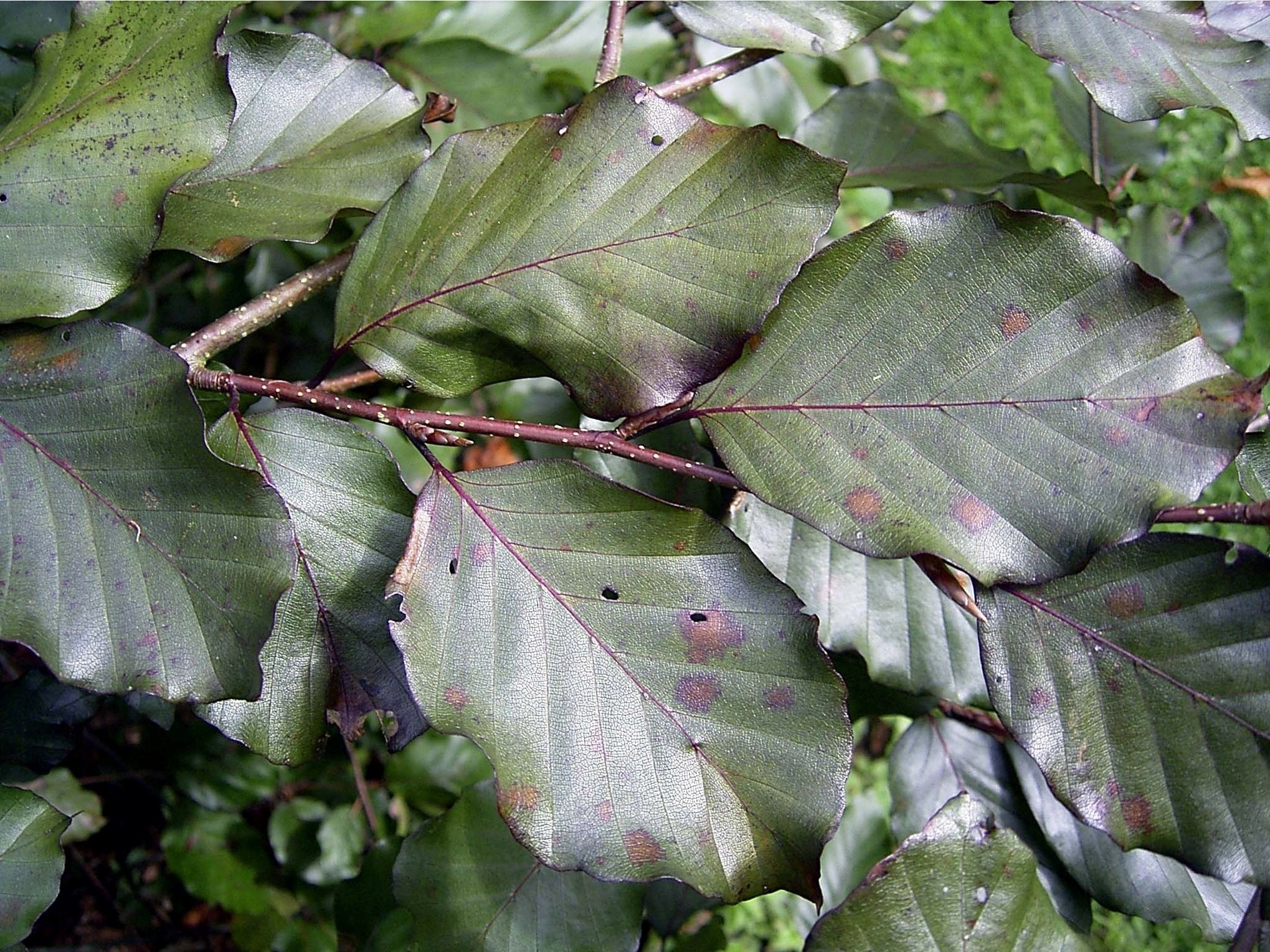
Cv. Purpurea im September

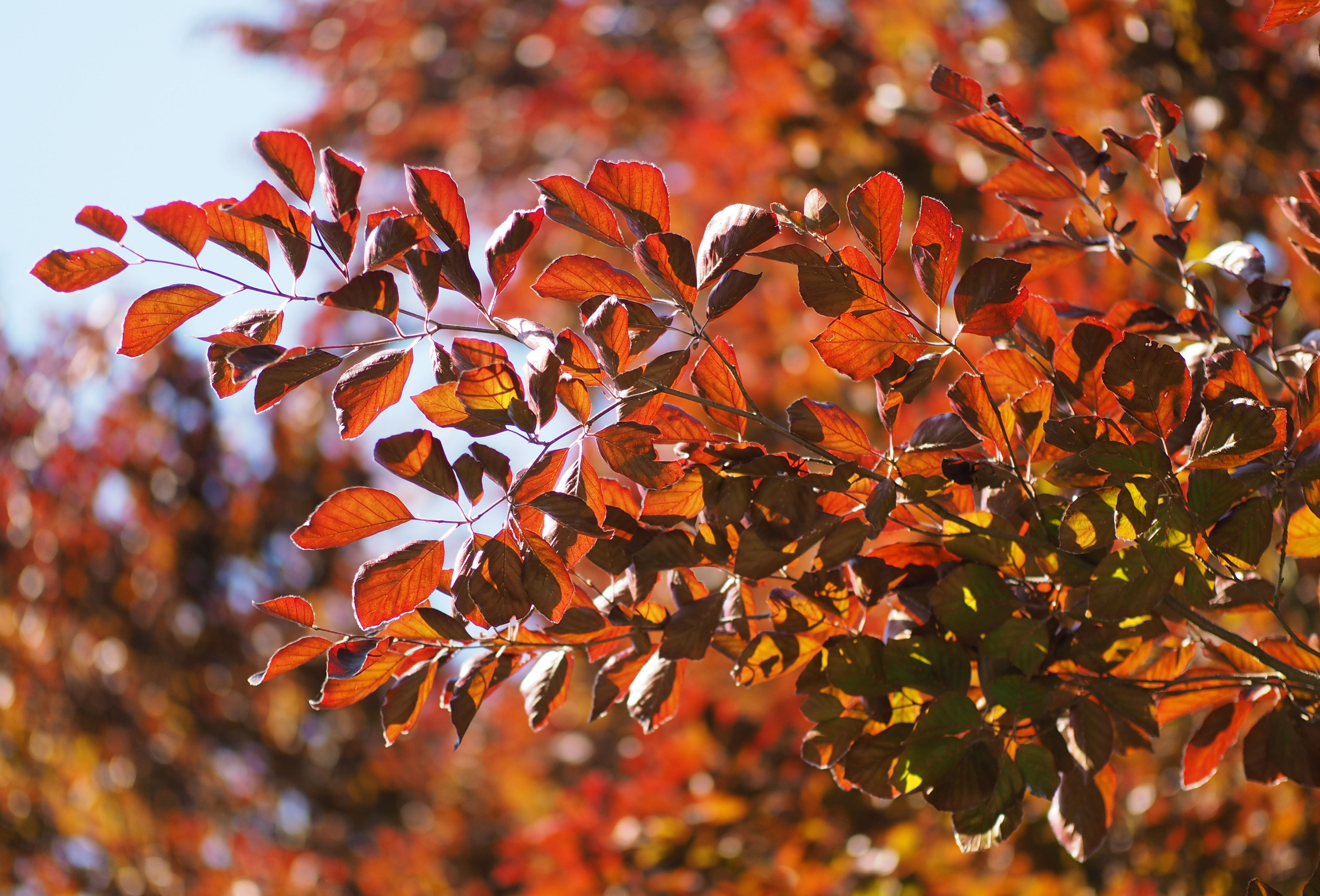
Sonnenblätter von unten

Die Blutbuche (Fagus sylvatica f. purpurea), auch Purpurbuche, so genannt wegen ihrer rötlichen Blätter, ist eine Mutation der Rotbuche. Beide gehören zur Art Fagus sylvatica und somit zur Gattung Buchen (Fagus) aus der Familie der Buchengewächse (Fagaceae).

„Eine sehr merkwürdige Spielart der Rotbuche ist die sogenannte Blutbuche, die sich von jener nur durch ihr Laub unterscheidet, das im Frühjahre feurigroth ist, gegen den Herbst zu aber braunroth wird. Die Stammmutter dieser Buche befindet sich in dem Walde bei Sondershausen.“

Blutbuchen sind wohl seit dem 15. Jahrhundert bekannt, ursprünglich unter dem Namen Fagus sylvatica f. atro-punicea. Die sogenannte Mutterblutbuche stammt aus dem Possenwald nahe der Stadt Sondershausen in Thüringen. Ihre Kultur begann ausgehend vom Fürstentum Schwarzburg-Sondershausen bis in alle Welt, und sie gilt als beliebter Parkbaum.
Von dieser natürlichen Spielart oder Form der Buche (die Abkürzung f. im Namen steht für Form) gibt es zudem verschiedene auf gezielte Zucht zurückgehende Sorten wie Swat Magret und Riversii.

## Beschreibung
Die Rotfärbung ist auf das Fehlen eines Enzyms zurückzuführen, das die normalerweise nur in der Epidermis junger Blätter vorkommenden Anthocyane abbaut. Die Epidermis des Blattes ist somit nicht mehr durchsichtig, sondern rötlich gefärbt und das Blattgrün im Innern des Blattes nicht mehr sichtbar. Blutbuchen verlieren im Lauf der Vegetationsperiode die rote Farbe, sie vergrünen allmählich und sind dem flüchtigen Betrachter im Herbst kaum noch als Blutbuchen zu erkennen. Sonnenblätter enthalten meist mehr Anthocyane als Schattenblätter, die grünlicher sind. Das Auftreten von panaschierten Blättern kann genetisch durch die Aktivierung von Transposons erklärt werden.
Blutbuchen können, wie alle Rotbuchen, 30 m hoch und über 200 Jahre alt werden.

## Herkunft
Die Blut- oder Purpurbuche geht auf eine Mutation einer Rotbuche zurück. Rund 99 Prozent aller existierender Exemplare sollen auf die Mutterblutbuche aus dem Jahre 1690 aus dem Possenwald auf der Hainleite nahe der thüringischen Stadt Sondershausen zurückgehen. Rund um den Baum keimten die sogenannten 11 Schwestern, mit denen die Zucht der Blutbuchen gezielt begonnen wurde. Die Pflanze fand europaweit Interesse, sodass u. a. auch ein sehr früher Abkömmling im Londoner Hyde Park zu finden war, und sich von dort aus die Blutbuche weiter ausgebreitet hat.
Unter dem jagd- und forstbegeisterten Fürsten Günther Friedrich Carl II. von Schwarzburg-Sondershausen (1801–1889) untersuchte der 1823 als Forstmann eingesetzte Eduard Michael den Mutterbaum. Im Jahr 1841 wurde veröffentlicht, dass der Ursprungsbaum zu jener Zeit 27 Meter hoch war und eine Stärke von 80 (von Ost nach West gemessen) bzw. 85 Zentimeter (von Nord nach Süd) hatte. Michael versendete als Oberlandesforstmeister ab den 1860er Jahren von Sondershausen aus Samen und Edelreiser an andere Forstämter, Gärtnereien und Privatpersonen. Somit begann die systematische Zucht und Ausbreitung der Blutbuche nachweislich verstärkt erst im 19. Jahrhundert. Der Handel wurde weltweit u. a. nach Frankreich, England und Amerika ausgeweitet.
Die größten Bestände von Blutbuchen sollen sich in Schottland befinden.
Die Mutterblutbuche selbst existierte noch bis zu ihrem Abbrechen 1926. Auf dem Blutbuchen-Wanderweg nach Oberspier erinnert ein Hinweisschild am stark verwitterten Stumpf an den Ursprungsort. In unmittelbarer Nähe befindet sich der noch besser erhaltene Rest einer der Schwestern-Bäume.

## Systematik
Die Blutbuche ist eine Form der Rotbuche aus der Gattung Buchen (Fagus) und gehört zur Familie der Buchengewächse (Fagaceae).
Andere Buchenformen mit besonderem Wuchs, wie Hänge-Buche oder Süntel-Buche wurden mit der Blutbuche gekreuzt.
So gibt es beispielsweise:
- Blut-Hänge-Buchen (Fagus sylvatica cv. ‘Pendula Purpurea’)
- Blut-Süntel-Buchen (Fagus sylvatica cv. ‘Tortuosa Purpurea’)

## Sonstiges

### Heraldik
Die Schweizer Gemeinde Buch am Irchel führt eine Blutbuche in ihrem Wappen. Diese stellt die seit 1680 dokumentierte Blutbuche auf dem Stammberg, einer kleinen bewaldeten Erhebung, dar.

### Erwähnungen
Im Roman Blutbuch von Kim de l’Horizon spielen Kindheitserinnerungen an die Blutbuche im Garten der Großmutter eine Rolle, ebenso wie Nachforschungen zu ihrer (Kultur-)Geschichte.